# Olaf Bockhorn
Olaf Bockhorn (* 19. Februar 1942 in Linz; † 16. Oktober 2023 in Wien) war ein österreichischer Volkskundler und Hochschullehrer.

## Werdegang
Olaf Bockhorn studierte bei Helmut Fielhauer Volkskunde an der Universität Wien. 1971 schloss er das Studium mit einer Dissertation über Fuhrwerke und Schlitten im Mühlviertel ab. 1986 habilitierte er sich für Europäische Volkskunde mit dem umfangreichen Werk Arbeit-Haus-Gerät im Burgenland. Beiträge zur pannonischen Kultur.
Zwischen 1969 und 1970 war er Mitarbeiter des Instituts für Vergleichende Verhaltensforschung der Österreichischen Akademie der Wissenschaften. Von 1970 bis 2003 lehrte und forschte er an der Universität Wien (Institut für Volkskunde, seit 2000: Institut für Europäische Ethnologie), zuletzt als außerordentlicher Universitätsprofessor.
Mehrere Professurvertretungen an den Universitäten Regensburg, Bamberg und Bayreuth folgten.
Innerhalb seiner Forschungsbereiche – Volkskunde Österreichs, Fachgeschichte, Arbeit und Wirtschaft, Ausstellungs- und Museumswesen, Ethnizität und Minderheiten – veröffentlichte er unzählige wissenschaftliche Aufsätze. Bockhorn war Vorstandsmitglied des Österreichischen Fachverbands für Volkskunde sowie des Vereins für Volkskunde in Wien.

## Publikationen
- Wolfgang Jacobeit, Hannjost Lixfeld, Olaf Bockhorn in Zusammenarbeit mit James R. Dow (Hrsg.): Völkische Wissenschaft. Wien 1994.
- mit Klaus Beitl (Hrsg.): Ethnologia Europaea. Plenarvorträge (= Veröffentlichungen des Instituts für Volkskunde der Universität Wien. Bd. 16/II). Wien 1995, ISSN 0506-9335.
- mit Petra Bockhorn, Hermann Steininger: Museen und Sammlungen in Niederösterreich. III. Viertel ober dem Manhartsberg. Wien 1996.
- mit Ingeborg Grau, Walter Schicho (Hrsg.): Wie aus Bauern Arbeiter wurden. Frankfurt/M. 1998 (= Historische Sozialkunde 13).